# 豪尔赫·基罗加
豪尔赫·费尔南多·基罗加·拉米雷斯（Jorge Fernando Quiroga Ramirez，1960年5月5日—），出生于科恰班巴，保守派的玻利维亚政治家。他从2001年8月7日至2002年8月6日出任玻利维亚总统。在2005年12月18日玻利维亚的总统大选中他是“民主和社会力量”（Poder Democrático y Social）联盟的候选人。
基罗加1977年在圣克鲁斯中学毕业后赴美国读大学，他在德克萨斯农工大学获工业工程学学士学位。1986年他在奧斯汀的圣爱德华大学获得工商管理碩士学位。此后他在国际商用机器公司工作，1988年回到玻利维亚。
1997年当选副总统兼国会主席，2001年8月玻利维亚前总统乌戈·班塞尔因患癌症日前宣布辞职，基罗加宣誓就任第62任总统。
基罗加加入了原军人独裁者乌戈·班塞尔建立的中偏右的民族主义民主行动党（Acción Democrática Nacionalista）。1992年3月至1993年8月他出任财政部长。1997年他任班塞尔的副总统，当时他37岁，成为玻利维亚最年轻的副总统。班塞尔因肺癌辞职后基罗加于2001年8月7日成为玻利维亚总统，并任此职至2002年8月6日任期期满。按照玻利维亚宪法基罗加不能再次连任。
在2005年的总统大选中基罗加退出民族主义民主行动党，作为无党派的民主和社会力量联盟的候选人参加选举。民族主义民主行动党支持他，因此没有推出自己的候选人。
从1989年开始基罗加与一名美国人结婚。两人有四个孩子。
| 前任： 乌戈·班塞尔·苏亚雷斯 | 玻利维亚总统 2001年—2002年 | 繼任： 贡萨洛·桑切斯·德洛萨达 |